# Georg Friedrich Wilhelm Meyer
Georg Friedrich Wilhelm Meyer fue un botánico alemán, ( * 1782, Hanóver - 1856, Gotinga ).
Se especializó en forestales, y publica una flora del hinterland de Hanover. Enseña Ciencias forestales desde 1832 en la Universidad de Gotinga. A su deceso, su herbario fue donado al Herbario Foster de Gotinga, donde permanece.
- La abreviatura «G.Mey.» se emplea para indicar a Georg Friedrich Wilhelm Meyer como autoridad en la descripción y clasificación científica de los vegetales.[2]

## Publicaciones
- Primitiae Florae Essequeboensis adjectis descriptionibus centum circiter stirpium novarum, observationibusque criticis. Gottingae 1818.* Meyer, G.F.W. (1822). Beiträge zur chorographischen Kenntniss des Flussgebietes der Innerste. 2 vols.
- Meyer, G.F.W. (1825). Nebenstunden meiner Beschaeftigungen in Gebiete der Pflanzenkunde. 372 p.
- Meyer, G.F.W. (1836). Chloris hannoverana. 744 p.
- Meyer, G.F.W. (1837). Flora der Königreichs Hannover. 306 p.
- Meyer, G.F.W. (1849). Flora hanoverana excursoria. 686 p.